# Hieracium cryptadenum
Hieracium cryptadenum es una especie de planta con flor del género Hieracium, de la familia Asteraceae, orden Asterales.

## Distribución
Hieracium cryptadenum se distribuye por Austria, Francia, Italia y Suiza.

## Taxonomía
Fue descrita científicamente por Arv.-Touv. Fue publicada en Bull. Soc. Bot. France.